# قصر كاسيرتا
قصر كاسيرتا الملكي (بالإيطالية: Reggia di Caserta) هو المقر الملكي السابق في كازيرتا في جنوب إيطاليا والذي شيده ملوك البوربون في نابولي. كان هذا القصر أكبر المباني التي أقيمت في أوروبا خلال القرن الثامن عشر. في عام 1997 أدرج القصر على قائمة اليونسكو للتراث العالمي ووصف في ترشيحه باسم «أغنية البجع من الفن الباروكي الرائع، الذي اعتمدت فيه كافة الميزات المطلوبة لإنشاء تخيلات الفضاء متعدد الاتجاهات».